# Komuna Paryska

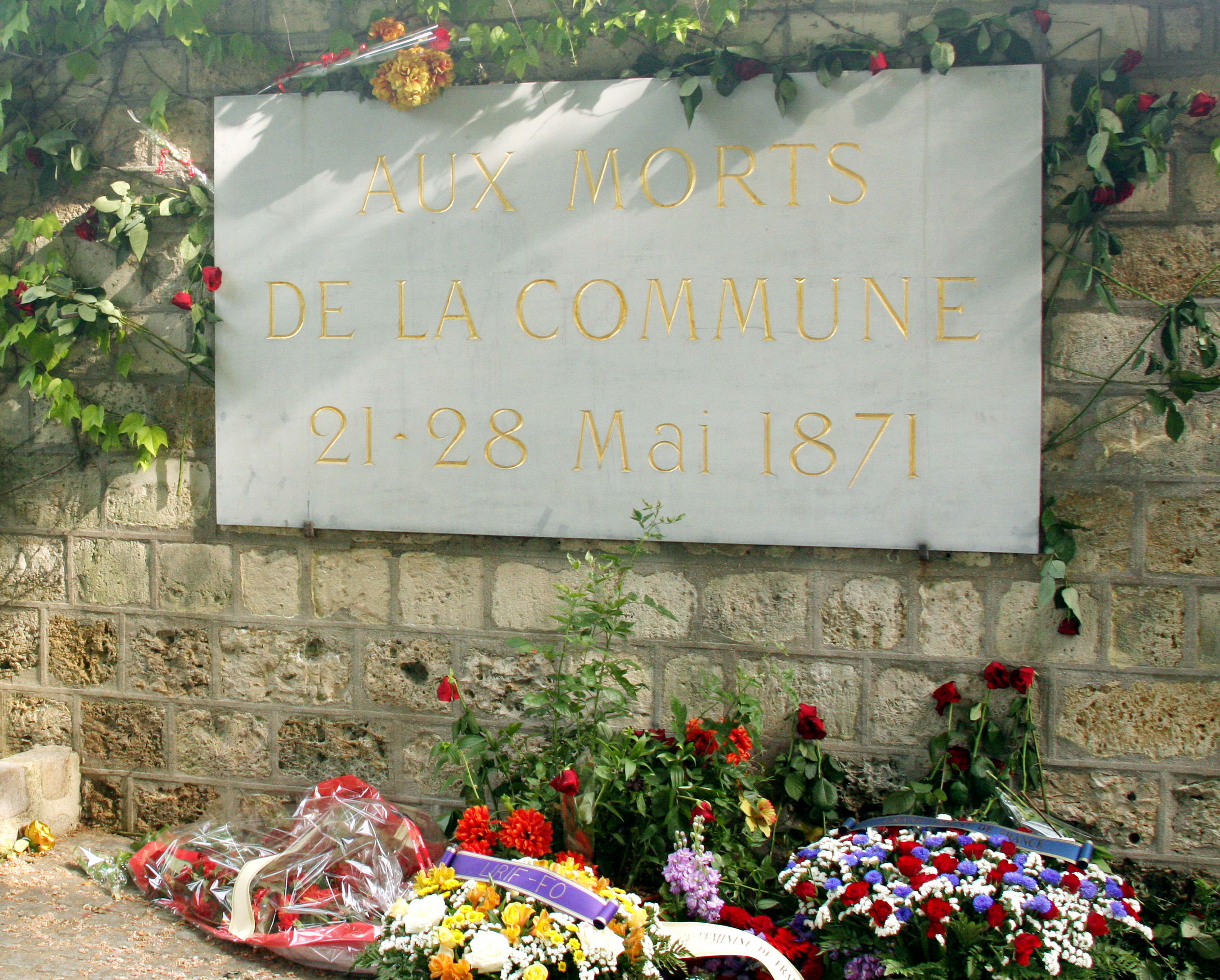
Tablica pamięci Komuny Paryskiej na cmentarzu Père-Lachaise w Paryżu

Komuna Paryska (fr. Commune de Paris) – zryw rewolucyjny ludności Paryża. Trwała od 18 marca do 28 maja 1871 roku. W zależności od punktu widzenia uważana za ostatnią rewolucję romantyczną, przez anarchistów za nie do końca konsekwentną próbę likwidacji państwa, a przez marksistów za przykład dyktatury proletariatu.

## Geneza
W 1870 roku Francja doznała upokarzającej klęski w wojnie z Prusami, gdy wojska pruskie w ciągu dwóch miesięcy przełamały obronę granicznych twierdz, zdobywając Metz oraz Sedan i biorąc do niewoli 100-tysięczną armię francuską wraz z cesarzem Napoleonem III. W jej wyniku nastąpiła likwidacja II Cesarstwa i proklamowanie 4 września 1870 roku III Republiki, z Rządem Obrony Narodowej, na którego czele stanął generał Louis Jules Trochu.

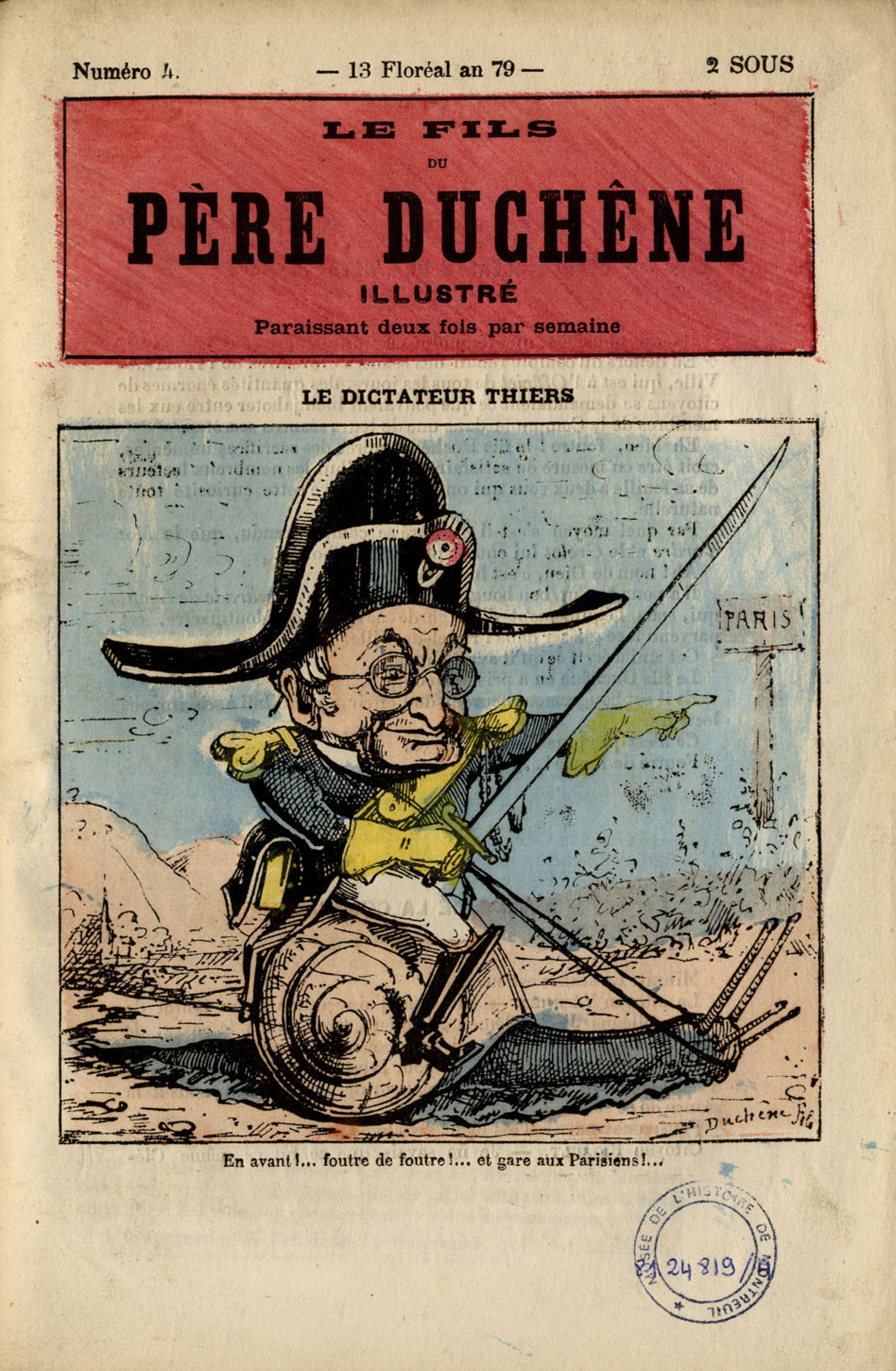
Karykatura Louisa Adolphe’a Thiersa

W połowie września 1870 roku wojska pruskie otoczyły Paryż szczelnym pierścieniem, a próby przerwania czteromiesięcznego oblężenia głodującej stolicy nie powiodły się. Paryż ostrzeliwany był z dalekonośnych dział Kruppa. Z miasta wydostał się w balonie tylko niedawny szef Rządu Tymczasowego III Republiki, jeden z najpopularniejszych polityków lewicy – Léon Gambetta, by organizować wojnę ludową na prowincji. Mimo braku wcześniejszych doświadczeń militarnych udało mu się zorganizować od podstaw ludowe siły zbrojne, tzw. Armię Loary, która jednak nie była w stanie pomóc oblężonej stolicy.
Nowy, ugodowy rząd francuski, kierowany przez monarchistę Louisa Thiersa, przeciwnika wojny z Prusami, przyjął 26 lutego 1871 roku propozycje pokojowe pruskiego kanclerza Bismarcka, a 10 maja podpisano traktat pokojowy. Zgodnie z jego postanowieniami Francja miała przekazać Niemcom Alzację, część Lotaryngii oraz zapłacić wielką kontrybucję (5 mld franków). 1 marca w Paryżu odbyła się defilada wojsk niemieckich, jednak już następnego dnia Prusacy wycofali swoje oddziały poza Paryż. Część mieszkańców Paryża przyjęła tę kapitulację jako zdradę narodową, zwłaszcza że Thiers zapowiedział restaurację monarchii.
Tymczasem nastroje w mieście ulegały szybkiej radykalizacji. W Paryżu działało ponad 30 klubów politycznych, szczególnie w dzielnicach Saint-Antoine, Saint-Martin, Saint-Denis i Saint-Marcel. Nawiązywały one do bogatej tradycji rewolucyjnej Francji, począwszy od rewolucji francuskiej, poprzez rewolucję lipcową i rewolucję lutową. Grupy te różniły się wprawdzie poglądami na taktykę działania, jednak łączyło je nawoływanie do nowej rewolucji, która miała nie tylko zapobiec restauracji monarchii, ale i przeciwstawić się nierównościom społecznym panującym we Francji. Swoich zwolenników rekrutowały z grona robotników (442 tys. osób w Paryżu), zubożałych drobnomieszczan (ok. 70 tys.) oraz drobnych kupców, również znajdujących się w kiepskiej sytuacji finansowej. Dzięki uchwalonym w ostatnich latach Cesarstwa prawom – do strajku (z 1864 roku) oraz o wolnej prasie (z 1868 roku), te warstwy społeczne mogły wyrażać swoje niezadowolenie z ustroju, co w czasie wojny francusko-pruskiej stało się powszechne.
Grupy lewicowe działające w Paryżu bezpośrednio przed początkiem Komuny Paryskiej:
- bakuniniści – zwolennicy anarchokolektywizmu Michaiła Bakunina, należący do paryskiej sekcji I Międzynarodówki.
- blankiści – kontynuujący romantyczną myśl polityczną Auguste Blanquiego.
- marksiści – zwolennicy poglądów Karola Marksa, skupieni w paryskiej sekcji I Międzynarodówki.
- proudhoniści – anarchistyczni zwolennicy poglądów Pierre’a Josepha Proudhona,

Lud Paryża obawiał się, że po raz kolejny (jak w 1830 i częściowo w 1848 r.) mimo zwycięstwa rewolucji nic nie zmieni się w położeniu zwykłych robotników. Stąd w dużej mierze spontaniczne organizowanie oddziałów Gwardii Narodowej, szczególnie zintensyfikowane na początku 1871 r. Łącznie dysponowały one siłą 500 tys. karabinów. Wywoływało to niepokój Zgromadzenia Narodowego, które nie zamierzało przeprowadzać żadnych głębszych przemian społecznych. Podjęło ono szereg działań mających uniemożliwić ludową mobilizację: radykalnie obniżono żołd gwardzistów, co uniemożliwiło poważnej części robotników nabycie munduru i broni, a tym samym wstąpienie w szeregi formacji. Kolejnym krokiem podjętym przez Thiersa była decyzja o wycofaniu z Paryża 227 armat zlokalizowanych w dzielnicach Belleville i Montmartre. Były to działa zakupione z ludowych składek na potrzeby obrony miasta przed Prusakami. Decyzja wywołała zatem oburzenie wśród robotników, którzy postanowili bronić Gwardii oraz armat.

## Wybuch

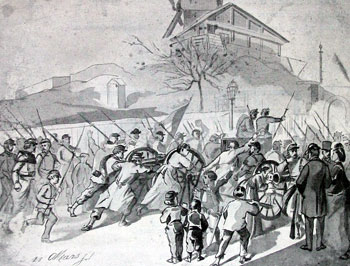
Powstańcy paryscy bronią dział z Montmartre’u

W nocy z 17 na 18 marca 1871 roku Thiers wysłał oddział wojska po działa. Gwardziści i paryżanie przekonali jednak żołnierzy, by odmówili wykonania rozkazu i zaaresztowali dowódcę, generała Lacomte’a oraz przypadkowo znajdującego się w pobliżu generała Thomasa. Przypominając sobie niechlubną rolę obu w tłumieniu dni czerwcowych, tłum w spontanicznej egzekucji rozstrzelał obu pod murem przy ulicy des Rosiers. Thiers z ministrami (i blisko 100 tys. mieszkańców miasta, głównie lepiej sytuowanych) opuścił Paryż udając się do Wersalu. Na Ratuszu wywieszono Czerwony Sztandar. Rewolucjoniści paryscy mieli do dyspozycji 200 tys. gwardzistów narodowych i zbuntowanych żołnierzy, artylerię i wystarczające zasoby amunicji. Thiers rozporządzał niespełna 20 tys. żołnierzy. Historycy oceniają, że w tym momencie siły rewolucyjne były w stanie obalić rząd, gdyby dostatecznie szybko zorientowano się w sytuacji i skierowano Gwardię do marszu na Wersal. W mieście panował jednak równocześnie ogromny bałagan, nie znalazł się nikt, kto wydałby odpowiednie rozkazy. Nowe, spontanicznie formowane władze, dopiero się tworzyły.

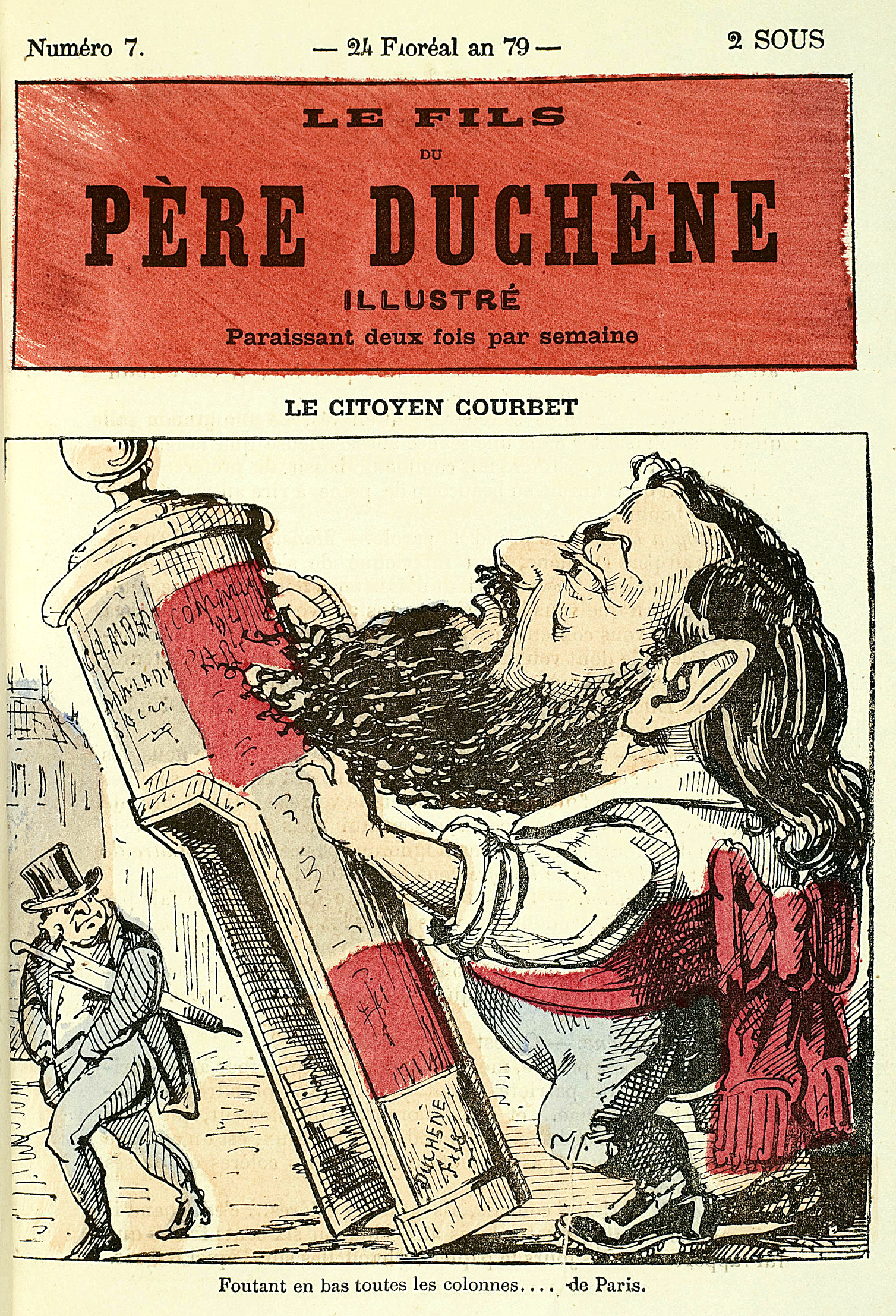
Karykatura Gustave’a Courbeta

## Komuna Paryża i jej działalność

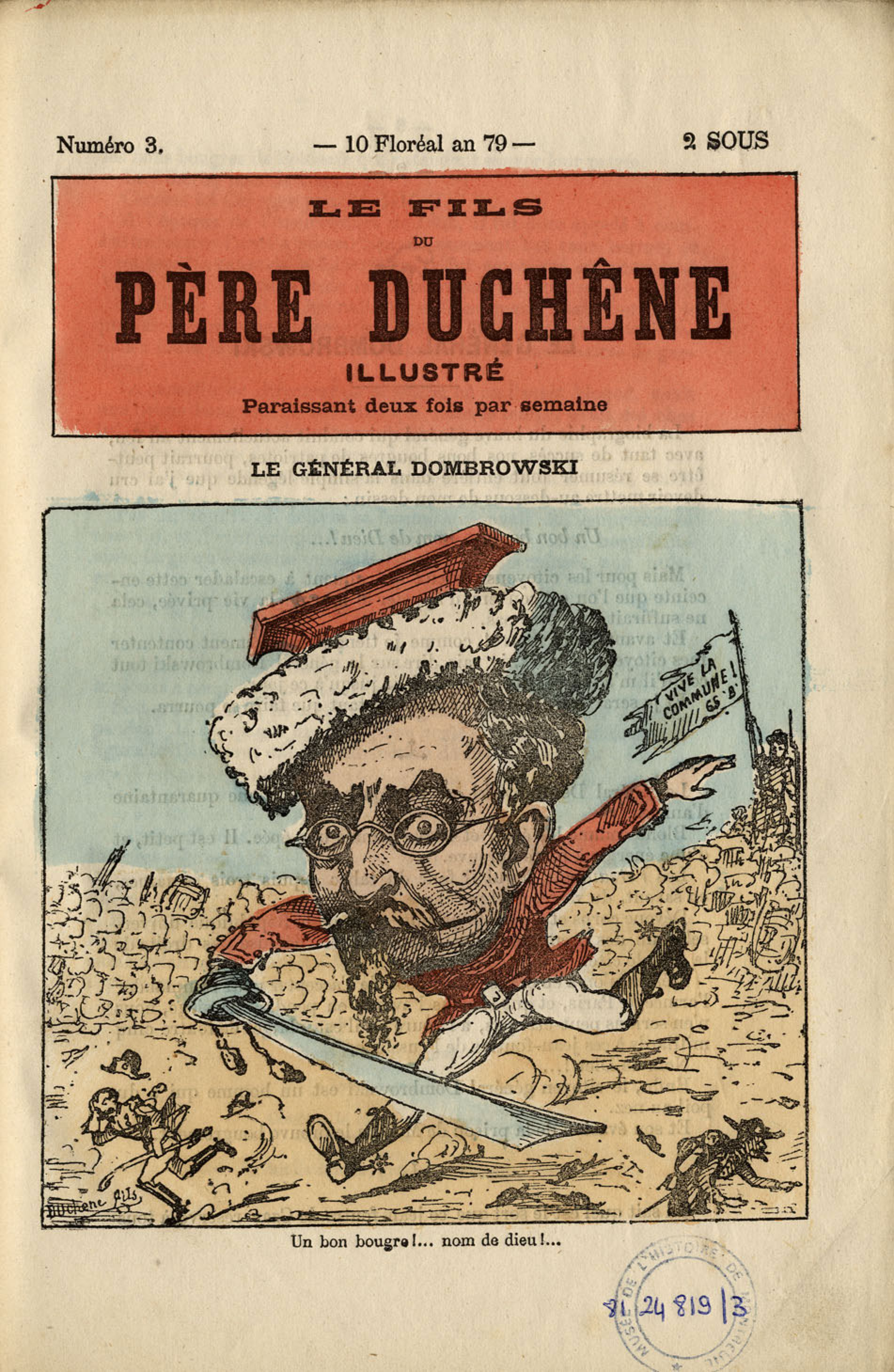
Karykatura Jarosława Dąbrowskiego

Po wyborach 26 marca, w których wzięło udział 47% uprawnionych do głosowania paryżan, do władz Komuny Paryża (90 członków) weszli w większości radykalni republikanie, tzw. neojakobini, blankiści i proudhoniści, opowiadający się za rewolucją społeczną i dalszą wojną z Prusami, aż do zwycięstwa. Ważniejszymi działaczami byli Charles Delescluze, Felix Pyat i Raoul Rigault; w Radzie znalazł się malarz Gustave Courbet.
Zgoda wszystkich reprezentowanych nurtów w kwestiach kluczowych nie zapobiegła ciągłym sporom, głównie w sprawach projektów przyszłego kształtu Francji. Zwyciężyła koncepcja federalistyczna (stąd francuskie określenie komunardów les fédérés – „sfederowani”). Proudhoniści domagali się uczynienia Paryża wolnym miastem, w pełni autonomicznym w stosunku do prowincji, co do pewnego stopnia im się udało: proklamacja Komuny z 19 kwietnia ogłosiła „absolutną autonomię Komuny, rozszerzoną na wszystkie miejscowości Francji” Dyskusje toczyły się też nad samą nazwą rządu. Ostatecznie wygrała proponowana przez blankistów Komuna Paryża, nawiązująca do instytucji o tej samej nazwie z 1792 roku. Wniosek przyjęto przez aklamację. Naczelnym organem Komuny została Rada Komuny, obierana w głosowaniu powszechnym, z możliwością odwołania członków w każdej chwili drogą referendum. Wprowadzono dekrety o płacy minimalnej, przejmowaniu fabryk przez robotników (główny postulat proudhonistów, popierany także przez socjalistów), powszechnym nauczaniu wyłączonym spod kontroli kościelnej, równouprawnienia kobiet. O działalności Komuny entuzjastycznie wypowiadała się I Międzynarodówka, piętnując jedynie brak konsekwencji we wprowadzaniu niektórych decyzji i nadal wszechobecny chaos. Nigdzie w oficjalnych dokumentach Komuny nie padły słowa: socjalizm, marksizm, komunizm; notabene nazewnictwo, powrót do kalendarza republikańskiego oraz przyjęcie niektórych nazw z czasów rewolucji francuskiej także było przedmiotem kontrowersji. Ostatecznie jednak to poglądy neojakobinów zwyciężyły w Komunie.
29 marca Rada Komuny podzieliła się na dziesięć komisji – wykonawczą, wojskową, zaopatrzeniową, finansów, sprawiedliwości, bezpieczeństwa, pracy, handlu i przemysłu, nauczania oraz prac publicznych. 21 kwietnia stworzyła dodatkowo instytucję tzw. delegatów, którzy mieli nadzorować prace w szczególnie istotnych obszarach:
- delegat ds. wojny – Gustave Cluseret (do 1 maja, zastąpiony kolejno przez Louisa Rossela i następnie Charlesa Delescluze’a)
- delegat ds. zaopatrzenia – Auguste Viard
- delegat ds. edukacji – Édouard Vaillant
- delegat ds. bezpieczeństwa powszechnego – Raoul Rigault, następnie Frédéric Cournet i Théophile Ferré
- delegat ds. pracy – Léo Fränkel
- delegat ds. robót publicznych – Jules Andrieu

Wszystkie ustawy Komuny zostały odwołane po stłumieniu ruchu. Do niektórych jednak (głównie dotyczących stosunków państwo-Kościół oraz edukacji) wkrótce powrócono i znalazły one swoją kontynuację w dorobku legislacyjnym III Republiki.
Rada Komuny podjęła również wiele ważnych inicjatyw związanych z polityką społeczną. W dniach 29 marca oraz 12 kwietnia dokonano zmian w przepisach związanych z wynajmem i czynszem, które miały umożliwić paryskim robotnikom zamieszkiwanie w godnych warunkach. Przyznano renty wdowom (600 franków) i sierotom (365 franków) po ofiarach wojny z Prusami oraz osobom, które zostały ranne w czasie oblężenia miasta. Rząd przejął kontrolę nad sprzedażą żywności, aby uczynić ją dostępną dla wszystkich, co – dopóki były w mieście zapasy żywności – zostało z sukcesem zrealizowane.
Innym ważnym celem działania Komuny było poprawienie sytuacji robotników – najbardziej zaangażowanych zwolenników ruchu. 20 kwietnia zabroniono pracy nocnej, jednak wykonywanie tego przepisu w praktyce nastręczało licznych trudności. 16 kwietnia Komuna zdecydowała, iż wszelkie zakłady pracy porzucone przez właścicieli będą mogły stać się spółkami pracowniczymi, o ile zatrudnieni w nich wyrażą taką wolę, co faktycznie miało miejsce na szeroką skalę. Zadekretowano płacę minimalną i skrócono dzienny czas pracy. Podjęto również decyzję o wyrównaniu płacy urzędnika państwowego z płacą wykwalifikowanego robotnika, co w zestawieniu z wcześniejszymi regulacjami obieralności miało zapobiec biurokratyzacji robotniczej władzy.

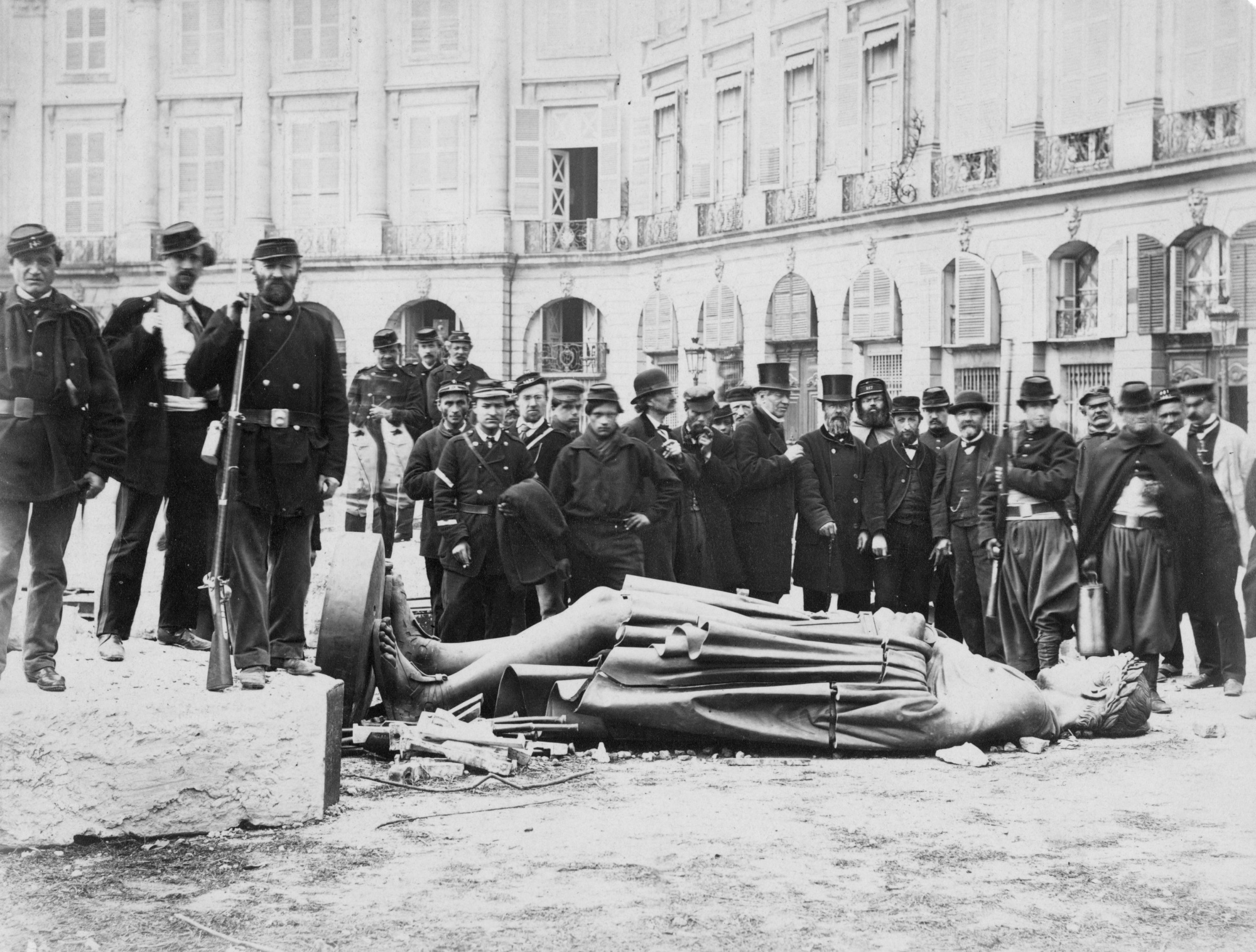
Komunardzi przy obalonej Kolumnie Vendôme

Podjęto również kolejne środki w sferze symbolicznej. 28 marca jako symbol ruchu został przyjęty Czerwony Sztandar, zaś publikowana przez komunardów prasa datowała się według francuskiego kalendarza rewolucyjnego, jako wydana w roku LXXIX. Zniszczone zostały obiekty uważane za symbole despotyzmu: kolumna Vendôme oraz dom Thiersa. Finansową odpowiedzialnością za zniszczenie kolumny, już po stłumieniu ruchu, obarczono Gustave’a Courbeta, który – paradoksalnie – bronił jej w Radzie Komuny i przyczynił się do rezygnacji ze zdemolowania Luwru jako symbolu monarchii.

## Stosunek do Kościoła katolickiego
Komuna Paryska, dążąc do budowy państwa laickiego, zerwała konkordat z 1801 roku: odmówiła dalszego określania katolicyzmu jako „religii większości”, jak i wynikającego z konkordatu wsparcia finansowego Kościoła. Szczególną uwagę poświęcono wyrugowaniu wpływów religii z systemu edukacji. Grupy tworzące Komunę, zwłaszcza blankiści, rozpowszechniały poglądy antyklerykalne i ateistyczne, które zyskiwały wielu zwolenników wśród ludności. Większość paryżan była wrogo nastawiona do Kościoła, w dużej mierze zrażona jego postawą w czasie II Cesarstwa. Z entuzjazmem powitano zatem sekularyzację majątków kościelnych, wywłaszczenie paryskich klasztorów i usunięcie duchownych ze szkół i szpitali.
Wzięto do niewoli 200 zakładników (wszystkich zamordowano i pogrzebano we wspólnym dole), włącznie z abp. Paryża Georges’em Darboyem (lat 68), którego rozstrzelano 27 maja 1871. 22 kwietnia 2023 r. w paryskim kościele świętego Sulpicjusza beatyfikowano pięciu francuskich księży męczenników Komuny Paryskiej.

## Prasa
19 marca Rada Komuny potwierdziła wcześniejsze francuskie ustawy dotyczące wolności prasy, pozwalając na swobodne pojawianie się zarówno prasy lewicowej, jak i dzienników krytycznych wobec ruchu, w tym atakujących go w niewybredny sposób prorządowych „Le Journal des Débats et La Liberté” oraz „Le Moniteur universel”. Wobec tego, iż kolejne ostrzeżenia pod adresem tych gazet nie pomagały, 18 kwietnia Komuna zadekretowała „możliwość zamknięcia gazet służących interesom wroga”. Jednak dopiero w początkach maja rząd zdecydował się na zamknięcie kilkunastu prowersalskich gazet. Ogólnie rzecz biorąc prasa przeżywała okres świetności. Pojawiło się wiele nowych redakcji i drukarni. Na barykadach gazety były podstawowym źródłem informacji i dzięki darmowemu rozprowadzaniu niektórych tytułów stały się one powszechne nawet wśród najbiedniejszych mieszkańców miasta, również i tę grupę aktywizując społecznie.

## Obrona miasta przed wersalczykami
Komuna Paryska działała cały czas w oblężeniu; początkowa, niewykorzystana dysproporcja sił między wersalczykami (żołnierzami wiernymi rządowi) nie utrzymała się długo. Bismarck zgodził się na wypuszczenie 60 tys. francuskich jeńców wojennych z obozów, by mogli dołączyć do 20 tys. już obecnych w Wersalu oraz do 40 tys. ściągniętych w rejon miasta z prowincji. Tym samym Thiers uzyskał na swój użytek siłę, którą określił w czasie sesji Zgromadzenia Narodowego jako jedną z najpiękniejszych armii w historii Francji. Jej dowódcą został świeżo uwolniony marszałek Patrice Edme Mac-Mahon. Żołnierze w większości pochodzili z niewykształconych rodzin chłopskich, dzięki czemu – zdaniem rządu – nie byli podatni na lewicową propagandę.
Północne granice Paryża pozostawały pod kontrolą pruską. Prusacy nadzorowali również linie kolejowe wychodzące z miasta w kierunkach północnym i wschodnim oraz umieścili ciężką artylerię i garnizon naprzeciwko fortu Vincennes, jednej z większych twierdz kontrolowanych przez powstańców. Wojska pruskie pozostawiły armii Thiersa całkowitą swobodę manewru.
Przeciwko tym siłom komunardzi mogli wystawić jedynie ludową Gwardię Narodową, formowaną przez ogół żonatych mężczyzn w wieku od 19 do 40 lat oraz ochotników spoza tego przedziału. Gwardia składała się z ponad 200 batalionów, a główną siłą społeczną wchodzącą w jej skład byli robotnicy. Ludzie ci mieli śladowe doświadczenie wojskowe (jedynie z okresu oblężenia Paryża przez Prusaków), występowały na szeroką skalę problemy zaopatrzeniowe oraz trudności z dyscypliną. Osobną kwestią było dowództwo. Rada Komuny wielokrotnie mianowała dowódcami batalionów osoby znane z republikańskich lub socjalistycznych poglądów, lecz niekoniecznie nadające się do dowodzenia wojskiem. Mimo zarejestrowania 194 tys. osób jako gwardzistów, Komuna mogła w rzeczywistości liczyć najwyżej na 50 tys. zdolnych i chętnych do walki osób. Liczba ta w toku walk spadła o połowę.
Zmasowany atak wersalski na miasto rozpoczął się 2 kwietnia. Wykorzystując poważne zaniedbanie komunardów, żołnierze Thiersa zajęli Mont Valérien, kluczowy fort z pierścienia okalającego Paryż, położony na wzgórzu nad miastem. W tym samym czasie wersalczycy przejęli również Courbevoie, ostre walki toczyły się o Neuilly. 3 kwietnia, pod wodzą Gustave Flourensa komunardzi usiłowali kontratakować, jednak ponieśli klęskę pod Rueil, a ich dowódca zginął. Przez kolejne trzy tygodnie wersalczycy zmienili taktykę, ograniczając się do bombardowań miasta przy użyciu dział dalekiego zasięgu. Notabene, w ten sam sposób miasto było atakowane przez Prusaków w czasie oblężenia. Przewidując walkę uliczną Komuna opracowała projekt ufortyfikowania ulic w mieście poprzez budowę skoordynowanego systemu barykad. Do realizacji tego pomysłu przystąpiono jednak zbyt późno, by mógł on odegrać większą rolę.
Dopiero 26 kwietnia wersalczycy przeszli znów do otwartego ataku, zdobywając na krótko forty Issy i wioskę Moulineaux. 4 maja, w wyniku zdrady, zdołali opanować Moulin-Saquet, gdzie doszło do masakry ludności cywilnej. Ich łupem padały kolejno wsie Clamart, Grenelle i Passy, a następnie – już ostatecznie – fort Issy. Po jego przejęciu Thiers wystosował do Komuny ostatnie ultimatum, które zostało odrzucone. 13 maja padł kolejny punkt oporu – fort Vanves. Los komunardów był w tym momencie faktycznie przesądzony.

## Sprawa zakładników
Już na początku istnienia Komuny Paryskiej Rada Komuny wystąpiła do Thiersa z propozycją uwolnienia prewencyjnie aresztowanego w 1870 roku Auguste’a Blanquiego w zamian za zwolnienie wziętych przez komunardów zakładników, m.in. arcybiskupa Paryża Georgesa Darboya. Odpowiedź była odmowna. Kolejne oferty w tej sprawie (w tym chęć zwalniania dużej liczby jeńców wersalskich) nie przynosiły rezultatu. 5 kwietnia Komuna wydała dekret o rozstrzeliwaniu trzech zakładników za każdego zabitego komunarda, co nie zostało wprowadzone w życie od razu. Ostatecznie zakładnicy, w tym arcybiskup, zostali rozstrzelani w czasie „krwawego tygodnia”.

## Krwawy tydzień
21 maja zdrada gwardzisty narodowego Julesa Ducatela i niedbałość innego batalionu Gwardii umożliwiła wersalczykom wejście do miasta przez bramę Saint-Cloud. Żołnierze wkraczający do miasta byli zaskoczeni słabością początkowego oporu; spodziewali się dalece lepiej ufortyfikowanych budynków i ulic, czego nie zdążono zrobić. Komunardzi dopiero po dwóch dniach zorientowali się, że przeciwnik wkroczył w granice Paryża. Wówczas pozostała już tylko heroiczna walka na barykadach. Rozjuszeni oporem wersalczycy na ogół nie brali jeńców. Łącznie wojska rządowe rozstrzelały bez sądu co najmniej 30 tysięcy ludzi, zaś dalsze tysiące skazano na śmierć po zakończeniu walk lub deportowano. Szczególnie złą sławą cieszył się generał Gaston de Galliffet, który wydawał rozkazy masowych rozstrzeliwań nawet bez ustalania tożsamości schwytanych osób, czy też ich roli w czasie wydarzeń Komuny. Na barykadach zginęli Delescluze, Rigault, Rossel, Eugène Varlin, Jarosław Dąbrowski i inni przywódcy Komuny. Ostatnimi punktami obrony były cmentarz Père-Lachaise oraz robotnicza dzielnica Belleville.

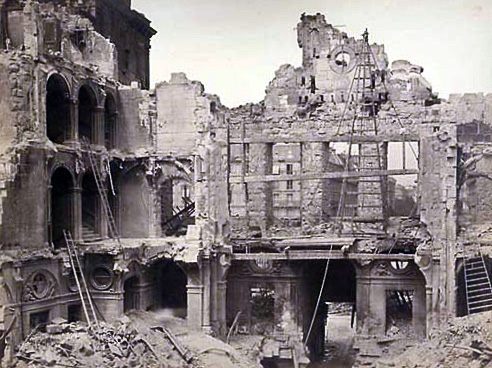
Spalony ratusz w Paryżu

W czasie działań obronnych komunardzi wzniecili ogromne pożary w centrum miasta, planowali nawet zniszczyć katedrę Notre-Dame. Okazało się to jednak niewykonalne; zamiast tego podpalone zostały Pałac Tuileries, częściowo Palais de Justice oraz ratusz paryski. W gruzy obróciły się również wschodnie, robotnicze dzielnice miasta, gdzie walki toczyły się do 28 maja.

## Represje

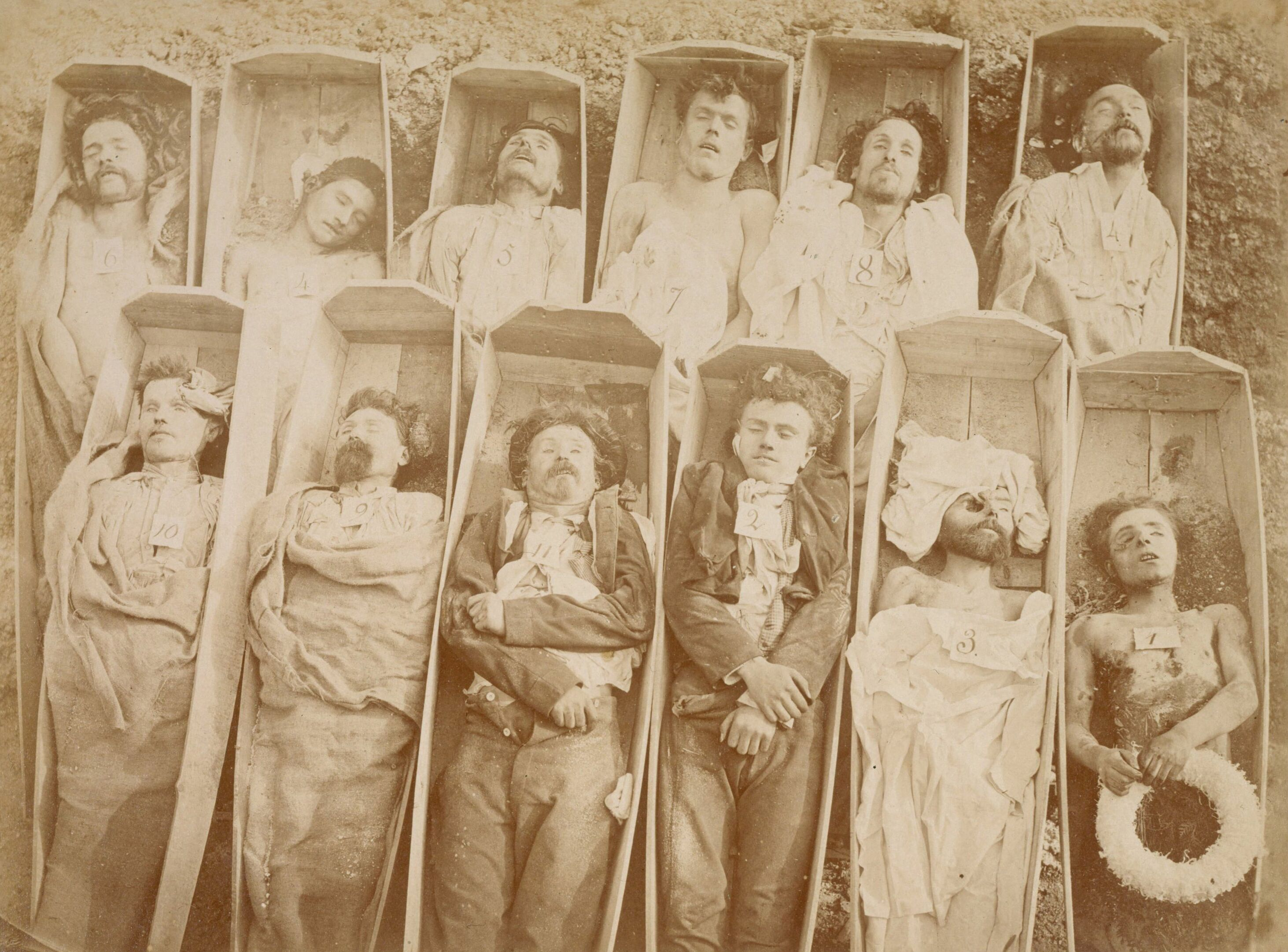
Rozstrzelani komunardzi w trumnach

Ci komunardzi, którzy nie zostali rozstrzelani na miejscu, trafili do więzień, gdzie byli przetrzymywani w tragicznych warunkach. Kary dla uczestników buntu były surowe – oprócz 30 tysięcy zabitych w czasie walk, 10 tysięcy otrzymało wyroki śmierci, 4 tysiące deportowano do Nowej Kaledonii. Dopiero w 1880 roku część tych wyroków została uchylona drogą amnestii. Była to największa w historii XIX-wiecznej Francji fala represji wobec przeciwników politycznych. Adolf Thiers i Gaston de Galliffet otrzymali po niej przydomki odpowiednio „Krwawego Karła” oraz „Rzeźnika”. Obaj również byli w najbliższych latach – ku oburzeniu mieszkańców stolicy – najczęściej odznaczanymi osobami w państwie, a rząd obdarowywał ich największymi zaszczytami.

## Skutki

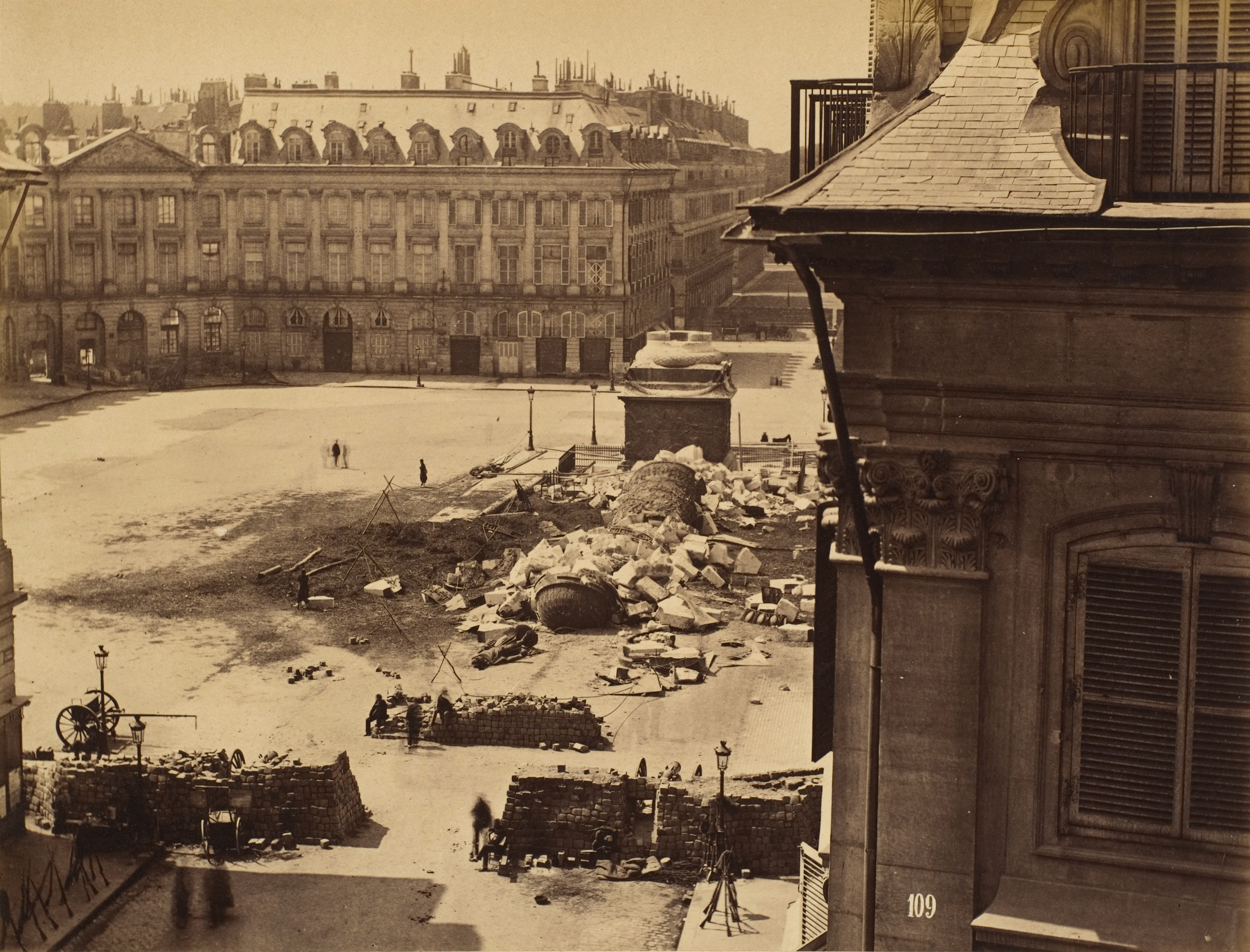
Obalona Kolumna Vendôme, na pierwszym planie barykady

Komuna Paryska dała wiarę europejskim ruchom socjalistycznym w możliwość realizacji ich idei. Stała się przykładem dla podobnych ruchów w innych krajach – m.in. dwa lata później w Hiszpanii wybuchło Powstanie Kantonalistów. W samej Francji rewolta uniemożliwiła restaurację monarchii. W latach 80. XIX wieku we Francji – obawiając się nowego zrywu rewolucyjnego – rozpoczęto pewne, ograniczone reformy społeczne, które były później kontynuowane i sięgały coraz dalej. Pieśń poety-komunarda Eugène Pottiera Międzynarodówka (L’Internationale) stała się hymnem socjalistów, komunistów i w mniejszym stopniu kosmopolitów.

## Komuna Paryska jako inspiracja

### Anarchizm
W Komunie Paryskiej brało udział wielu anarchistów, od zwolenników Proudhona począwszy, na anarchokolektywistach takich jak Élisée Reclus kończąc. Widzieli w niej częściowe odbicie swoich federalistycznych idei, przeciwstawianych centralizacji, a w przejmowaniu fabryk przez robotników przykład anarchizmu w sferze gospodarczej. Uznają ją za element szerszej „komunalistycznej” i wolnościowej tradycji, do której należą także m.in. rewolucja hiszpańska 1936 roku czy powstanie w Kronsztadzie (nazywane czasem „Komuną Kronsztadzką”), charakteryzujące się decentralizmem. Krytykują natomiast „jakobiński” aspekt Komuny Paryskiej, który w niej w końcu zwyciężył.

### Marksizm
Komuna Paryska była ogromną inspiracją również dla czołowych marksistów przy powstawaniu marksistowskiej teorii państwa i rządu. Doświadczenie komunardów, którzy sami przeprowadzili wybory powszechne do swoich władz, mieli przez cały okres walk prawo do odwoływania swoich przedstawicieli (acz w praktyce rzadko wykorzystywane) oraz przejmowali pod kontrolę robotniczą porzucone zakłady zostało przez Karola Marksa i Fryderyka Engelsa uznane za model przyszłego demokratycznego państwa socjalistycznego, choć początkowo Marks nie popierał tego rodzaju zrywów. Również Włodzimierz Lenin w swoim dziele pt. Państwo a rewolucja widział w Komunie Paryskiej inspirację do przyszłej walki z biurokracją w państwie robotniczym. To na podstawie wydarzeń 1871 roku sformułował marksistowskie zasady tej walki: „żaden urzędnik nie może zarabiać więcej niż robotnik wykwalifikowany” oraz „gdy każdy na zmianę wykonuje obowiązki państwowe, nie ma biurokracji”.

## Polacy a Komuna Paryska

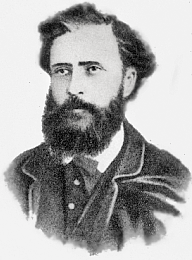
Walery Antoni Wróblewski dowódca w powstaniu styczniowym, generał Komuny Paryskiej i założyciel I Międzynarodówki

W obronie Komuny Paryskiej walczyło około 400-600 polskich emigrantów, związanych z szeroko pojętą lewicą. Ze względu na obawy przed ingerencją Rosji rząd II Cesarstwa nie wyraził zgody na tworzenie odrębnych oddziałów polskich. Największą sławę w walkach zdobyli gen. Jarosław Dąbrowski, dowódca obrony Paryża w jej ostatniej fazie oraz gen. Walery Wróblewski, dowodzący na lewym brzegu Sekwany.
W walkach uczestniczyli też mjr Ernest Lipowski, August Okołowicz dowódca 90 batalionu gwardii i jego dwaj bracia Karol i Ferdynand, kapitan Władysław Rożałowski adiutant gen. Dąbrowskiego i ppłk Maksymilian Rogowski dowódca fortu Ivry. Część walczących Polaków utworzyła nawet własny batalion, który walczył w rejonie Pola Marsowego i dzielnicy Porte de Passy.
Komisarzem resortu kultury i sztuki przy Komunie Paryskiej był Florian Trawiński, który uratował Luwr przed zaplanowanym spaleniem przez komunardów.

## W literaturze
- Władysław Broniewski jest autorem poematu Komuna Paryska, który opisuje stłumienie zrywu w czasie „krwawego tygodnia”. Jego wydanie zostało w roku 1929 uniemożliwione przez polską cenzurę. Do wydania poematu doszło w latach 40. XX w.
- Na temat Komuny powstało we Francji wiele pieśni, z których najbardziej znane są Krwawy Tydzień (La semaine sanglante) oraz Komuna walczy (La commune est en lutte).
- Bohaterowie powieści Émila Zoli Klęska uczestniczą w walkach w Paryżu w 1871 po dwóch przeciwnych stronach barykady.
- W powieści Józefa Ignacego Kraszewskiego pt. Szalona, w przedostatnim rozdziale, zawarty został apokaliptyczny opis ostatnich bohaterskich walk na barykadach oraz represji dotykających ludność miasta po upadku Komuny Paryskiej (brutalny opis rzezi).
- W Komunie Paryskiej uczestniczy główny bohater powieści Stanisława Brzozowskiego Płomienie.
- Wydarzenia Komuny Paryskiej zostały przedstawione w komiksie Krzyk ludu autorstwa Jacques’a Tardiego według powieści Jeana Vautrina.
- Komuna Paryska została przedstawiona przez Teodora Jeske-Choińskiego w powieści „Terror”.